# Alexandr z Ferma
Svatý Alexandr z Ferma byl biskup Ferma a mučedník žijící ve 3. století.
Pravděpodobně byl biskupem města Fermo mezi lety 246 a 250. Jeho život však není historicky podložen. Stejný případ je i u biskupa stejného města svatého Filipa.
Podle dostupných zdrojů byl umučen asi roku 250 za pronásledování křesťanů císařem Deciem.
Jeho svátek se slaví 11. ledna.
V Martyrologiu Romanum je psáno;
| „ | Ve Fermu, v Piceno, svatý Alexandr, biskup a mučedník. | “ |

Do Martyrologia byl přidán kardinálem Caesarem Baroniem.